# Gamelias
Se llaman gamelias a las fiestas que se celebraban en la Antigua Grecia en honor de Hera Gamelia, el culto que llevó Cecrope a Atenas. 
Se celebraban por los Atenienses en tres épocas diversas: 
- al contraer matrimonio
- en el aniversario del nacimiento
- por el aniversario de la muerte.

Al contraer matrimonio, los novios debían hacer un sacrificio, quitando con cuidado la vejiga de la hiel de la víctima que arrojaban detrás del altar como señal de que en el matrimonio no debe haber cólera, disgustos ni sinsabores. Las bodas que se hacían en el mes Gamelion se reputaban como las más felices.